# Гандорхун
Гандорхун (англ. Gandorhun) — город на юге Сьерра-Леоне, на территории Южной провинции. Входит в состав округа Пуджехун.

## Географическое положение
Город находится в юго-восточной части провинции, на расстоянии приблизительно 190 километров к юго-востоку от столицы страны Фритауна. Абсолютная высота — 102 метра над уровнем моря.

## Население
По данным переписи 1985 года численность населения города составляла 5 199 человек.
Динамика численности населения города по годам:
| 1963  | 1974  | 1985  | 2012   |
| ----- | ----- | ----- | ------ |
| 2 207 | 2 858 | 5 199 | 13 336 |

В этническом составе населения преобладают представители народности менде.

## Экономика и транспорт
Основу экономики города составляет добыча алмазов.
Ближайший аэропорт расположен в городе Бо.